# Distretto di Kozhikode
Il distretto di Kozhikode è uno dei 14 distretti dello stato federale indiano del Kerala; il suo capoluogo è la città di Kozhikode, nota anche col vecchio nome Calicut.
Il distretto confina con il distretto di Kannur a nord, quello di Wayanad ad est e quello di Malappuram a sud; il limite ovest è segnato dalla costa del Mare arabico. Si divide in tre Talukas (sottodistretti): Vadakara, Koyilandy e Kozhikode. Sul confine nord, fra questo e il distretto di Kannur, si trova la piccola exclave del territorio del Pondicherry, col la piccola cittadina di Mahe.

## Geografia fisica
Il territorio del distretto è compreso tra il Mare arabico ad ovest e le montagne dei Ghati Occidentali ad est, le quali hanno punte che qui superano i 2000 metri di altezza; il tratto costiero è caratterizzato, come del resto in tutto il Kerala, da un lungo litorale sabbioso, a tratti intramezzato da lagune ed ampi estuari di fiumi larghi e di grande portata. L'entroterra è interamente coperto da distese di palme da cocco, mentre i tratti montani sono dominati dalla giungla. Il clima è tropicale monsonico, con abbondanti piogge durante i mesi di giugno-ottobre e temperature elevate in aprile e maggio. I fiumi principali sono il Murat e il Pannurpuzha.

## Storia
L'area dell'attuale distretto fu tra i territori ceduti dal Sultano Tipu di Mysore alla Compagnia delle Indie Orientali Britanniche, nel 1792. I possedimenti così acquisiti formarono il Distretto del Malabar, che comprendeva gli attuali distretti di Kannur, Kozhikode, Malappuram, Palakkad e Wayanad, con capoluogo Calicut. La capitale della provincia britannica della quale il Malabar faceva parte, era Madras.

Anni dopo l'indipendenza dell'India, in seguito allo State Name Reorganization Act del 1956, il distretto del Malabar fu scisso tra il nascente stato del Kerala e Karnataka; il distretto tuttavia, per semplificarne l'amministrazione, fu ulteriormente suddiviso in tre distretti, che sono i tre più settentrionali dello stato.

## Popolazione
La lingua maggiormente parlata è il Malayalam, a cui si aggiungono piccole minoranze; l'Inglese è capito da tutti. La religione più praticata è l'Induismo; sono presenti in piccolo numero pure Musulmani Sunniti e Cristiani di diversi setti.